# バラタ族

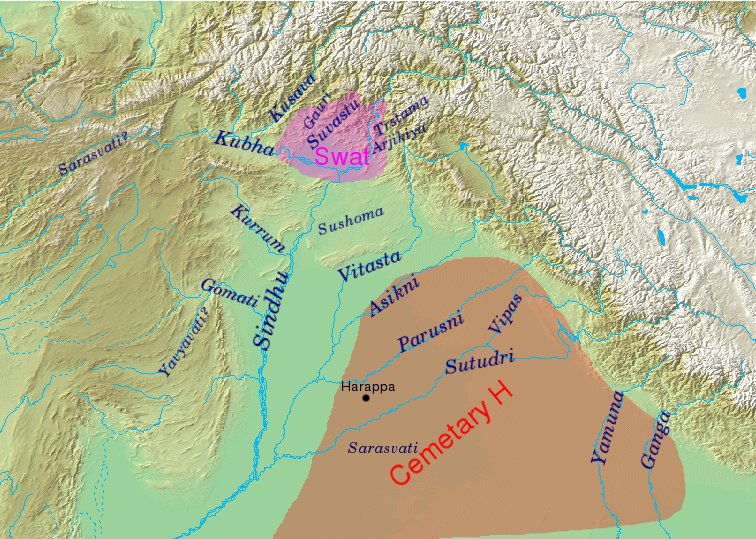
バラタ族が活動した五河地方（パンジャーブ）

バラタ族（サンスクリット語: भारत、Bhārata、 「バラタ王の子孫」の意）は、古代インドの宗教文献『リグ・ヴェーダ』にも現れるインド・アーリア人の部族であり、パンジャーブ地方のサラスヴァティー川の流域から勢力を伸ばした。クル族、パンチャーラ族などは、この系統に属するといわれる。
現代に至るまで、『マハーバーラタ』などを通じてインドの歴史に大きな影響を与え続けた人々である。

## 前期ヴェーダ時代
十王戦争において、バラタ族は、スダース王率いるトリツ族とともに、プール族などの10の部族の連合軍に勝利し、以後パンジャーブ地方の諸部族の中で中心的な存在となる。そして、戦後にバラタ族とプール族とは連携するようになり、混血が進みクル族が誕生して、支配的な階層を形成するようになった。クル族はその後、さらにパンチャーラ族とも連合して、ガンジス川上流域を制覇した。

## 後期ヴェーダ時代
バラタ族はクル族として、ガンジス川流域に覇権を確立し、全インドはバラタ族が征服したとも言われた。こうして、インドは「バラタ族の地」として、彼らの名でもある「バーラタ」と呼ばれた。しかし、『マハーバーラタ』にはクルクシェートラの戦い(バラタ大戦争)というバラタ族の内部抗争が主に描かれており、実際の歴史でも次第に分裂して勢力を失ったと考えられているが、確かなところは不明である。

## 現代
「バーラタ」（भारत）の名称は、インドの正式名称（ヒンディー語: भारत गणराज्य, バーラト・ガナラージヤ＝バーラト共和国）に使われており、バラタ族の国を正統とする歴史観が表明されている。ヒンディー語の方式で「バーラト」（Bhārat）と読まれることが一般的である。